# Eisenschmitt

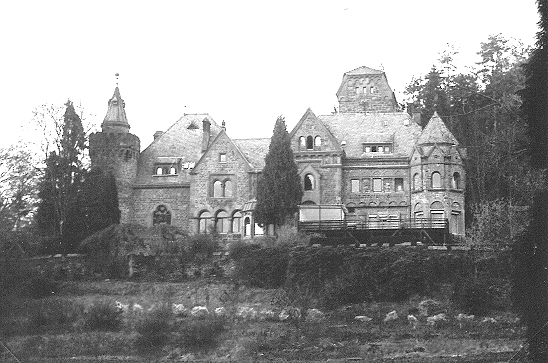
Jagdschloss Eisenschmitt

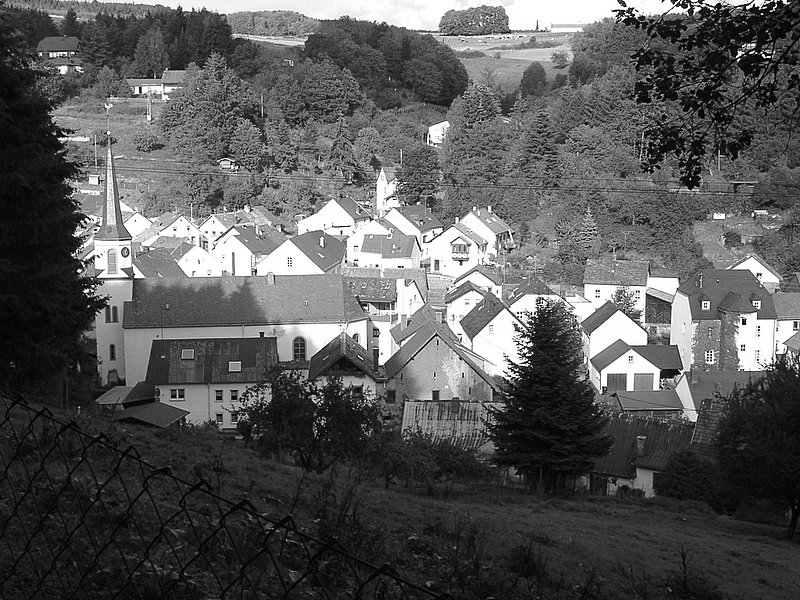
Ortskern von Eisenschmitt

Eisenschmitt an der Salm ist eine Ortsgemeinde im Landkreis Bernkastel-Wittlich in Rheinland-Pfalz. Sie gehört seit dem 1. Juli 2014 der Verbandsgemeinde Wittlich-Land an. Eisenschmitt ist ein staatlich anerkannter Erholungsort.

## Gemeindegliederung
Zu Eisenschmitt gehört der salmabwärts gelegene Ortsteil Eichelhütte; noch weiter unterhalb liegt die zu Großlittgen gehörige Abtei Himmerod.

## Geschichte
Eisenschmitt wird im Jahre 1372 als „Yssensmyt uff der Salmen“ erstmals urkundlich erwähnt. Die Ergiebigkeit der Eisenerzvorkommen, die Gewinnung von Holzkohle in den umgebenden Wäldern zum Betrieb der Öfen und die Möglichkeit der Verhüttung durch die Wasserkraft der Salm waren groß genug, um langfristig Eisenhütten zu betreiben. Dies wiederum bedingte die Ansiedlung von Hüttenarbeitern und damit die Gründung und Vergrößerung eines Dorfes.
Ab 1794 stand Eisenschmitt unter französischer Herrschaft, 1815 wurde der Ort auf dem Wiener Kongress dem Königreich Preußen zugeordnet. Im Jahre 1835 hatte Eisenschmitt annähernd 1.350 Einwohner, die größte Anzahl seiner Geschichte. Im weiteren Verlauf des 19. Jahrhunderts kam das Ende der Eisenindustrie im Salmtal, bedingt durch neue Produktionsverfahren und produktivere sowie größere Werke in den Industriegebieten an Niederrhein und Ruhr, die zudem mit der preisgünstigeren Steinkohle statt mit Holzkohle arbeiten konnten.
Seit 1946 ist Eisenschmitt Teil des damals neu gebildeten Landes Rheinland-Pfalz.
Mit der August Schär KG besitzt Eisenschmitt die letzte produzierende Kokos-Weberei Deutschlands.

### Der Name Eisenschmitt
Der Name „Eisenschmitt“ kommt von der heute aufgegebenen eisenverarbeitenden Industrie, die ihre Ursprünge im 14. Jahrhundert hat. In lateinischen Quellen erscheint der Ort verschiedentlich als „Ferrifodina“ und in französischen als „La Schmitt“. Die dialektale Bezeichnung ist bis heute „de Schmitt“, die Einwohner selbst nennen sich „Schmettner“.

## Politik

### Bürgermeister
Ulrich Simon wurde 2024 Ortsbürgermeister von Eisenschmitt.
Der Vorgänger war seit 2019 Rainer Steilen.
Dessen Vorgänger Georg Fritzsche hatte das Amt 30 Jahre ausgeübt.

### Wappen
| Wappen von Eisenschmitt | Blasonierung: „Gespalten von Gold durch eine eingebogene rote Spitze, darin ein silbernes Gemerke der verschlungenen Buchstaben I und S, vorne ein roter Zickzackbalken, hinten schräggekreuzt ein schwarzer Hammer und eine schwarze Zange.“ |
| Wappen von Eisenschmitt | Wappenbegründung: Das Gemerke mit den verschlungenen Buchstaben „I“ und „S“ steht für Isen-Schmitt, die alte Eisenschmitter Hüttenmarke aus dem 16. Jahrhundert. Die Farben Rot und Silber sind die Malberger Farben, zu deren Herrschaft Eisenschmitt bis zum Ende des 18. Jahrhunderts gehörte. Der Sparrenbalken im ersten Feld entstammt dem Wappen der Edlen Herren von Manderscheid („In Gold ein roter Zickzackbalken (Sparrenbalken)“) und deutet auf die Zugehörigkeit zu der ehemaligen Grafschaft Manderscheid hin. Im zweiten Feld stehen Hammer und Zange. Sie sind Symbole für die jahrhundertelang bestehende Eisenindustrie, von der der Ort auch seinen Namen erhielt. |

## Kultur und Sehenswürdigkeiten
- Eisenschmitter Brunnen

### „Das Weiberdorf“
Der Ort Eisenschmitt diente der Schriftstellerin Clara Viebig (1860–1952) als Vorlage für ihren Roman Das Weiberdorf, der das Leben in dem kleinen Ort „Eifelschmitt“ beschreibt. Hintergrund des Romans ist eine Besonderheit der Dorfgemeinschaft: Aufgrund des zur Neige gehenden Rohstoffes Eisenerz in der Umgebung von Eisenschmitt wurden die arbeitsfähigen Männer gegen Ende des 19. Jahrhunderts zu Gastarbeitern im Ruhrgebiet. Sie verdienten den Unterhalt für sich und ihre Familien in den aufstrebenden Stahlwerken. Zurück blieben die Frauen, die während der langen Abwesenheit ihrer Männer alle Arbeiten in Haus und Feld alleine erledigen mussten – daher der Name des Romans Das Weiberdorf. Die Beschreibung dieser Zustände wurde von vielen Zeitgenossen als skandalös empfunden, nahmen doch die Frauen eine Rolle ein, die damals nicht allgemein üblich war.
Szenen aus dem Roman sind auf dem Dorfbrunnen vor der Kirche dargestellt. Seit Juni 2005 erinnert das Clara-Viebig-Zentrum in Eisenschmitt an die Schriftstellerin. Untergebracht ist das Zentrum im ehemaligen Wohn- und Geschäftshaus der jüdischen Familie von Simon Samuel, der 1902 das Wohnhaus samt dem bereits etablierten Gemischtwarengeschäft von dem jüdischen Kaufmann Emanuel Müller erwarb. Die Familie bewohnte das Haus bis zur Pogromnacht 1938, bei der alle Räumlichkeiten verwüstet und das Geschäftsinventar zerstört wurden. Simon Samuel wurde gezwungen, das Haus zu verkaufen; bereits am 14. Februar 1939 zog er mit seiner Frau Malchen Schlachter nach Berlin-Pankow zu einer Tochter, wo er zwei Jahre später starb.
Siehe auch: Liste der Kulturdenkmäler in Eisenschmitt

## Mobilfunkanbindung
Eisenschmitt war eine der wenigen Gemeinden in Deutschland, die im Jahr 2015 noch keine Mobilfunkanbindung besaßen, da die Telekommunikationsfirmen eine Anbindung der wenigen potenziellen Kunden als unrentabel ansahen. In Folge zahlreicher Medienberichte wurde der Ausbau in Angriff genommen und kurz vor der Bundestagswahl 2017 sei das letzte Funkloch von der Telekom mit einer Antenne geschlossen worden.

## Persönlichkeiten
- Bernhard Ketzlick (1907–1951), Ordenspriester, starb in Eisenschmitt
- Anselm von Pidoll (1734–1827), Ordenspriester, wurde in Eisenschmitt geboren